# Чёрный цвет
Чёрный (#000000)

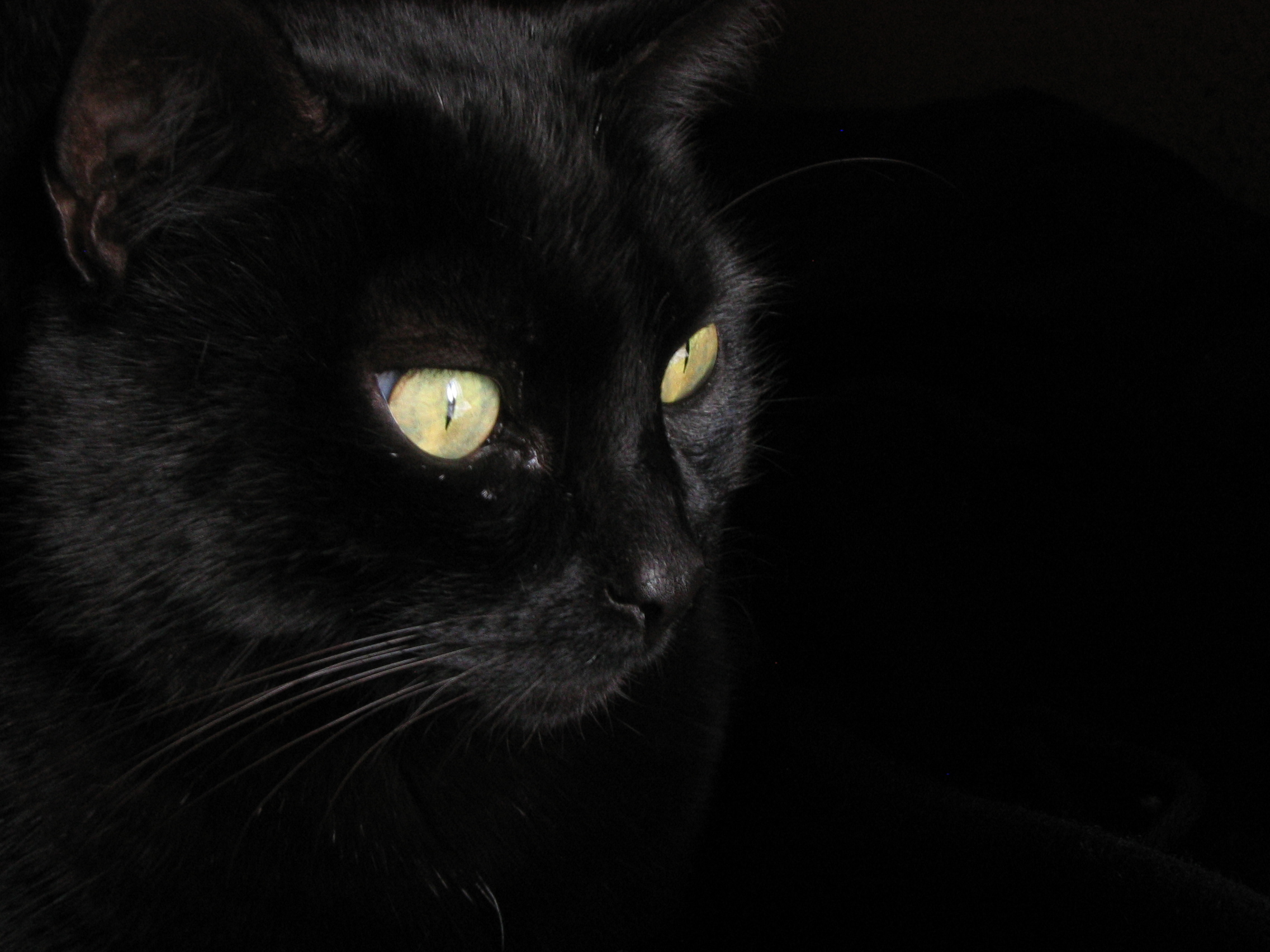
Чёрная кошка на чёрном фоне

Чёрный — тон, отсутствие светового потока от объекта. В системе HTML-цветов обозначается как #000000. Оттенки чёрного цвета именуются серым цветом. Чёрный цвет является ахроматическим цветом, то есть цветом без оттенка, подобно белому и серому. Он часто используется символически или фигурально для обозначения тьмы, а белый — для света. Чёрное и белое часто использовались для описания противоположностей, таких как добро и зло, тёмные века против эпохи Просвещения и ночь против дня. Со времён средневековья чёрный цвет являлся символом торжественности и авторитета, и по этой причине его всё ещё часто носят судьи, магистраты и др.

## История
Чёрный был одним из первых цветов, который использовался художниками в наскальных рисунках во времена неолита. В XIV веке в большей части Европы его носили члены королевской семьи, духовенства, судьи и правительственные чиновники. Европейские правители видели в этом цвет силы, достоинства, смирения и сдержанности. К концу XVI века это был цвет, который носили почти все монархи Европы и их дворы.
В то время, как чёрный цвет был цветом, который носили католические правители Европы, он был также символическим цветом протестантской Реформации в Европе и пуритан в Англии и Америке. Джон Кальвин, Филипп Меланхтон и другие протестантские богословы осудили богато окрашенные и украшенные интерьеры римско-католических церквей. Они видели в красном цвете, который носил Папа и его кардиналы, цвет роскоши, греха и человеческой глупости. В некоторых североевропейских городах толпы людей нападали на церкви и соборы, разбивали витражи и портили статуи и украшения. В протестантской доктрине одежда должна была быть умеренной, простой и сдержанной. Яркие цвета были изгнаны и заменены чёрными, коричневыми и серыми; женщинам и детям было рекомендовано носить белое.
Во второй половине XVII века в Европе и Америке прошла эпидемия страха перед колдовством. Многие полагали, что дьявол появился в полночь на церемонии, называемой чёрной мессой или чёрной субботой, обычно в форме чёрного животного, часто козы, собаки, волка, медведя, оленя или петуха, в сопровождении их фамильярных духов, чёрной кошки, змеи и других чёрных существ. Отсюда широко распространилось суеверие о чёрных кошках и других чёрных животных. В средневековой Фландрии на церемонии, называемой Каттенштут (Kattenstoet), для отражения колдовства с колокольни Тканевого Зала Ипра были сброшены чёрные кошки.
Он стал цветом, который носили английские романтические поэты, бизнесмены и государственные деятели в XIX веке, и цвет высокой моды в XX веке. В Римской империи он стал цветом траура, и на протяжении веков он часто ассоциировался со смертью, злом, ведьмами и магией.
Согласно опросам, проведённым в Европе и Северной Америке, этот цвет чаще всего ассоциируется с трауром, концом, секретами, магией, силой, насилием, злом и элегантностью.
Чёрные чернила являются наиболее распространённым цветом, используемым для печати книг, газет и документов, поскольку они обеспечивают максимальный контраст с белой бумагой и, следовательно, самый лёгкий цвет для чтения. Точно так же чёрный текст на белом экране является наиболее распространённым форматом, используемым на экранах компьютеров.

## Эталоны и образцы оттенков

### Физические эталоны
Абсолютно чёрное тело — это физическое тело, которое при любой температуре поглощает всё падающее на него электромагнитное излучение во всех диапазонах. Таким образом, у абсолютно чёрного тела поглощательная способность (отношение поглощённой энергии к энергии падающего излучения) равна 1 для излучения всех частот, направлений распространения и поляризаций. Несмотря на название, абсолютно чёрное тело само может испускать электромагнитное излучение любой частоты и визуально иметь цвет. Спектр излучения абсолютно чёрного тела определяется только его температурой.
Близким к единице коэффициентом поглощения обладают сажа и платиновая чернь. Сажа поглощает до 99 % падающего излучения (то есть имеет альбедо, равное 0,01) в видимом диапазоне длин волн, однако инфракрасное излучение поглощается ею значительно хуже. Наиболее чёрное из всех известных веществ — изобретённая в 2014 году субстанция Vantablack, состоящая из параллельно ориентированных углеродных нанотрубок, — поглощает 99,965 % падающего на него излучения в диапазонах видимого света, микроволн и радиоволн.
Среди тел Солнечной системы свойствами абсолютно чёрного тела в наибольшей степени обладает Солнце. Максимум энергии излучения Солнца приходится примерно на длину волны 450 нм, что соответствует температуре наружных слоёв Солнца около 6000 K (если рассматривать Солнце как абсолютно чёрное тело).

### Пигменты
- Углерод различного происхождения: графит, сажа, жжёная кость
- Марс чёрный

### Получение смешанных красителей
В типографии, для производства чернил и в других случаях нередко возникает необходимость синтезировать чёрный цвет, создав краситель, подходящий по другим физико-химическим свойствам (растворимость, светостойкость, сродство к заданному материалу поверхности и пр.) — путём смешивания нескольких красителей или пигментов. В частности, чёрный цвет можно получить по субтрактивной схеме при смешивании жёлтого, пурпурного и голубого красителей. Для производства растворимых чернил нередко используют смесь зелёного и красного красителей.

### Старинные названия оттенков[14]
- Антрацитовый — насыщенно-чёрный, с сильным блеском. Как правило, этот цвет использовали при описании цвета глаз.
- Аспидный — чёрно-серый, от названия сланца — аспида, применявшегося для изготовления учебных досок.
- Бардадым — бытовое наименование короля чёрной масти в карточных азартных играх.
- Бычьей крови — чёрный цвет с красным отливом.
- Карамазый — черномазый, чернявый.
- Клуши — чёрная карточная масть — пика.

## В истории, культуре, искусстве, этнографии
Чёрный человек,

Чёрный, чёрный,

Чёрный человек

На кровать ко мне садится,

Чёрный человек

Спать не даёт мне всю ночь.
Чёрный цвет в истории государственной символики России сыграл весьма примечательную роль: в знаменитой Куликовской битве в 1380 г. русское войско князя Дмитрия Донского сражалось под стягом с образом Спаса Нерукотворного. Цвета стяга были чёрный и золотой.
В 1858 году, Указом императора Александра II от 11 июня 1858 года был введён чёрно-золотой-белый «флаг гербовых цветов». Первые полосы соответствовали чёрному государственному орлу в жёлтом поле. Нижняя полоса белая или серебряная соответствовали кокарде Петра Великого и императрицы Екатерины II. 28 апреля 1883 года Александром III было издано «Повеление о флагах для украшения зданий в торжественных случаях», предписывавшее использовать исключительно бело-сине-красный флаг. Черно-жёлто-белый с этого момента считался династическим флагом царствующего дома Романовых.
В России чёрный был ещё и цветом анархистов — под чёрным знаменем воевали отряды Н. И. Махно.
В культурном контексте чёрный цвет, как правило, символизирует зло, что подтверждают такие, часто используемые, метафоры, как «чёрный день», «чёрный список», «чёрная полоса», «чёрная овца» и др.
Кроме того, в современной западной культуре чёрный цвет ассоциируется с сексуальностью, особенно женской: в частности, по этой причине популярно женское нижнее бельё этого цвета. Корни этого явления, возможно, следует искать в постулируемой в психоанализе и близким к нему направлениям философии связи между смертью (символическим выражением которой является чёрный цвет) и половым влечением, а также в популярном в западном обществе до XX века литературно-художественном образе представителей негроидной расы как сексуально распущенных и доступных (чёрное нательное бельё в этом случае могло рассматриваться как съёмная частица «чёрного» тела).

### Крылатые выражения с чёрным
- Чёрный юмор — особый вид юмора, в котором комический эффект достигается ниспровержением моральных ценностей, а смех вызывается тем, что в другой ситуации должно вызвать ужас. На высмеивании священных или неприкасаемых тем построена английская «чёрная комедия».
- Нуар (от фр. noir — «чёрный») — литературный субжанр и направление в кинематографе.
- Блэк-метал («чёрный метал») — музыкальный жанр.
- Чёрный рыцарь — рыцарь в Средние века, который не имел при себе геральдических опознавательных знаков, что могло быть обусловлено либо отсутствием у рыцаря таковых, либо желанием скрыть собственную личность или личность своего сеньора.
- Чёрная гвардия — вооружённые отряды анархистов времён Гражданской войны в России.
- Чёрная душа — говорят о коварном, недобром человеке.
- Чёрная зависть — особенно ненавистное отношение к человеку, к его личным качествам, таланту, красоте, богатству. Именно чёрная зависть побуждает завистника делать злые поступки по отношению к этому человеку (например, Моцарт и Сальери).
- Чёрная изба — тёплая часть крестьянской избы, с печью без дымохода (чёрной печью). В такой избе было много дыма, поэтому и называлась «чёрной».
- Чёрная каша — другое название — русская каша, это круто сваренная гречневая каша.
- Чёрная книга — так в XVIII столетии называли арифметику из-за её трудности.
- Чёрная комедия — разновидность комедии, в которой едко высмеиваются злободневные, болезненные для общества и серьёзные темы.
- Чёрная кость — о человеке, принадлежащем к низшему сословию
- Очернить — оклеветать кого-либо.
- Чёрная смерть — о чуме, которая свирепствовала в средние века.
- Чёрная сотня — обобщённое название националистических и монархических движений в дореволюционной России. Первоначально называлось городское сословие торговцев и ремесленников Русского государства.
- Чёрная страница — неудачное время или случай в жизни.
- Чернедь — чернь, простой народ.
- Чернобог — божество у славян. Изображался в виде зверя.
- Черноборец — сборщик чёрной дани на Руси; чёрная дань — подушная подать.
- Чёрное дело — плохое, нехорошее дело.
- Чёрное духовенство — монашествующие священники.
- Чёрное золото — о нефти.
- Чёрное пятно — о чём-либо порочащем человека.
- Чернокнижие — в старину: колдовство, основанное на знакомстве с нечистой силой. Колдун пользовался особыми, чёрными, колдовскими книгами. Чернокнижник — тот, кто занимался чернокнижием.
- Чёрные береты — обозначение бойцов особого подразделения милиции — отрядов специального назначения (ОМОН).
- Чёрные бушлаты — неофициальное название соединений морской пехоты из добровольцев корабельного состава флота в годы Великой Отечественной войны.
- Чёрные люди — тяглое население Руси, те, кто платил дань, тягло.
- Чёрный двор — включённый в посадское тягло. По-другому, тяглый двор.
- Чёрный передел — народническая организация во второй половине XIX века.
- Чёрный рынок — торговля товарами и услугами, продажа которых запрещена или существенно ограничена.
- Чёрный человек — символ господства тёмного начала в человеке, например у Пушкина персонаж поэмы Сергея Есенина.

### Мифология, поверья и легенды
- Чуваши животным чёрного цвета приписывают сверхъестественную силу. Считается, например, что ворон знает злонамеренность всех людей? и каждый раз, когда он, каркая, пролетает над людьми, он тем самым предсказывает будущее, предупреждает о бедах. Если у матери-чувашки один за другим умирают малые дети, то новорождённому ребёнку, чтобы он остался в живых, дают имя какого-либо животного чёрной масти. По чувашским же поверьям петух чёрной масти приносит счастье своему хозяину.
- Люди в чёрном — городская легенда, распространённая в основном в США. Часто встречается в массовой культуре как элемент различных теорий заговоров, связанных с НЛО и похищением людей инопланетянами.
- Самое знаменитое поверье с чёрным — это поверье о чёрном коте (кошке), перебегающем дорогу человеку. Особенно якобы плохо, если кошка бежала «за пазуху», то есть по направлению к застёжке на одежде. Чтобы «предотвратить несчастье», нужно пойти другой дорогой или хотя бы трижды сплюнуть через левое плечо и продолжить путь, сложив кукиш в кармане или держась за пуговицу. Русская народная примета гласит, что появление в доме чужого чёрного кота — предвестье беды. Было и такое поверье: во время грозы чёрный кот притягивает на себя молнию, поэтому его непременно выбрасывали на это время на улицу.

### Символизм
- Чёрный цвет часто является символом ухода от земных радостей, смерти, скорби, стресса, траура, неоднозначности, тайны и пугающей неизвестности («тайна покрытая мраком»).
- В японской культуре чёрный — символ возраста и опыта по контрасту с белым цветом, который символизирует ученичество, молодость. Чёрный цвет символизирует высший ранг во многих боевых искусствах (чёрный пояс).
- В тюркской истории, топонимике чёрный «кара» означает понятие «великий», «большой», «непобедимый». Империя Караханидов — Великие (Чёрные) ханы, Кара-Кумы (не чёрные пески, а большая пустыня), Кара-Булак, Кара-калпак и даже сказочный «Кара-Бас Барабас» — в переводе «Чёрная голова» с тюркского.
- Чёрный цвет в узелковой письменности инков кипу обозначал время. То есть на чёрных нитях записывалось «время», «срок», годы, исторические события, понятие «от начала чего-либо (например, от начала правления короля инков)»[18]; чёрный цвет потому, что «кипу сообщало, сколько ночей прошло с момента того или иного события»[19]. Также — болезнь (при наличии ключа в главном шнуре). В археологических кипу этот цвет встречается только в комбинации с другими цветами.
- В Средние века чёрная кошка была одним из атрибутов ведьмы. Суеверные люди и сейчас считают, что если чёрная кошка перейдёт дорогу, то это к несчастью.
- Чёрный — традиционный цвет анархистов. Под чёрным знаменем воевали отряды Н. И. Махно во время Гражданской войны в России (1917—1922). История чёрного знамени восходит к временам Лионских восстаний (1831 и 1834 годы), когда восставшие красильщики использовали чёрный флаг в противовес монархическому флагу, где преобладал белый цвет.
- Чёрный цвет ассоциируется с фашизмом, из-за фашистских отрядов в Италии (чернорубашечников) и одного из вариантов формы СС.
- В XXI веке черные флаги ассоциируются в первую очередь с радикальным исламизмом. Чёрные флаги имеют, в частности, Аль-Каида и ИГ.
- Чёрный цвет является, наряду с красным, жёлтым и зелёным, одним из панафриканских цветов, символизируя Африканский континент и его коренных жителей.
- Традиционно во многих странах в чёрный цвет окрашиваются автомобили, выполняющие официально-представительские функции (хотя в южных республиках СССР чиновники ездили, наоборот, на белых машинах)[20][21][22].

### Религия
В христианстве считается, что вселенная была чёрной до того, как Бог создал свет. Во многих религиях говорится о том, что мир был создан из изначальной тьмы. В Библии свет веры и христианства часто противопоставляется тьме невежества и язычества. Христианского дьявола называют «князем тьмы».
Чёрный в христианской символике противостоит белому. Он поглощает все цвета и свет, символизирует ад, удалённость от Бога. В православной иконописи чёрный поэтому используется крайне редко: в композиции «Распятие» под Голгофским крестом обнажается чёрная дыра, в которой видна голова Адама — первого согрешившего человека; чёрным пишется пещера, из которой выползает змей, поражённый Георгием. В остальных случаях используется тёмно-красный, коричневый, иногда даже и синий. Например, чёрных коней изображали синим, чтобы избежать чёрного.
Однако символика чёрного цвета приобретает совершенно иное звучание в самой церковной жизни. Православные, католические и протестантские священники носят чёрные облачения. Кроме того, чёрный — цвет монашества. Монашество — это «церковь в церкви», это «сугубая церковь», это «соль» нового общества, открывшегося во Христе. Вступающий на монашеский путь, отрекается от мира и всех земных интересов. Так как монах умирает для мира, то и цвет монашеских одежд — чёрный, цвет траура и смерти. Но в данном случае чёрный цвет — это глубокий символ будущих «белых одежд», будущего просветления. Чёрными монашескими одеждами выражается символика предельного унижения и умирания на пути к свету и славе по примеру Христа, спустившегося во ад, чтобы прорубить врата смерти. Чернота должна преобразиться в белое и золотое сияние апокалипсического будущего века.
В исламе чёрному, как и зелёному, придаётся большое значение. Чёрным было знамя, которое несли воины Пророка Мухаммеда, также оно присутствует у шиитов (предвещая приход Махди).
В индуизме Кали, богиня времени и изменений, изображается с чёрной или тёмно-синей кожей. Её имя значит «чёрная».

### Функциональность
В XIX и XX веке технику и машины (например, телефоны, швейные машины, пароходы, локомотивы, автомобили) часто выпускали в чёрном цвете, чтобы подчеркнуть их функциональность. Первый серийный автомобиль (Ford T) с 1914 до 1926 года был доступен только в чёрном цвете. Из всех средств передвижения только самолёты редко красят в чёрный цвет.

### В названиях
- Фамилия Чёрный и другие производные: Чернов, Черняев и тому подобные.
- Фауна: чёрный журавль, чёрный лебедь, чёрная игуана, чёрный кайман, чёрный лещ, чёрный носорог, чёрная пантера и др.
- Топонимы: Чёрная речка, Чёрный Яр, Чёрный Мыс, Чёрное море, Чёрная Русь[26].
- Политика: «Чёрный блок», «Чёрный передел», «Партия чёрных пантер», «Чёрный лев», «Чёрная армия».
- Искусство: «Чёрный квадрат».
- Литература: «Красное и чёрное», «Черный монах», «Чёрный человек», «Чёрный обелиск», «Чёрный стерх», «Чёрная стрела».
- Кинематография: «Чёрный Пётр», «Чёрный рыцарь», «Чёрный котёл», «Чёрный Плащ», «Люди в чёрном».
- Музыкальные группы: «Чёрный обелиск», «Чёрный кофе».
- Музыка: «Чёрный ворон», «Чёрный кот», «Чёрный альбом».
- Комиксы: Корпус Чёрных Фонарей, «Чёрная дыра».
- Анатомия: чёрная субстанция (часть среднего мозга).
- Астрономия: чёрная дыра, чёрный карлик.